# Önder Kutlu
Önder Kutlu (* 3. September 1979) ist ein ehemaliger deutscher Basketballspieler.

## Werdegang
Kutlu stand in der Saison 1998/99 im erweiterten Aufgebot des SV Oberelchingen und bestritt in der Basketball-Bundesliga zwei Spiele für die „Elche“. Der 1,91 große Aufbau- und Flügelspieler spielte hernach mit der Oberelchinger Mannschaft in der 2. Basketball-Bundesliga. Ebenfalls in der 2. Bundesliga lief er für die BG 74 Göttingen auf. Er wechselte 2003 zur gerade in die 2. Bundesliga aufgestiegenen TSG Ehingen.
Als Trainer wurde Kutlu im Nachwuchsbereich tätig, unter anderem bei der Spielgemeinschaft Stuttgart-Esslingen-Kirchheim.